# Batu Payuang
Batu Payuang is een bestuurslaag in het regentschap Lima Puluh Kota van de provincie West-Sumatra, Indonesië. Batu Payuang telt 5342 inwoners (volkstelling 2010).